# Anthurium pastasanum
Anthurium pastasanum är en kallaväxtart som beskrevs av Friedrich Ludwig Diels. Anthurium pastasanum ingår i släktet Anthurium och familjen kallaväxter. Inga underarter finns listade.